# Lynedoch Gardiner
Sir Henry Lynedoch Gardiner KCVO CB (* 12. Februar 1820 in St. James’s Park, London; † 15. Dezember 1897) war ein General der britischen Armee, der in der Royal Artillery diente und 1861 der Königlichen Kommission für die Verteidigung Kanadas angehörte.
Er war der Sohn von General Robert Gardiner und Caroline Mary Macleod. Er wurde im Haus seines Großvaters Generalleutnant John Macleod, im St. James’s Park geboren. Er wurde an der Royal Military Academy Woolwich ausgebildet, trat 1837 in die Royal Artillery ein und diente anschließend in Kanada und in Indien.
Von 1872 bis 1896 war er Stallmeister von Königin Victoria. Die Königin gewährte ihm die Nutzung der Thatched House Lodge im Richmond Park als Gnaden- und Gefälligkeitsresidenz. Von 1896 bis 1897 war er Wappenkönig des Order of the Bath und Kommandant der Horse Artillery.
Ein Foto von Gardiner und seiner Tochter befindet sich in der Royal Collection. Seine Tagebücher, die die Jahre 1837 und 1839–68 umfassen, werden in der Cambridge University Library aufbewahrt.